# Kabba Samura
Kabba Samura, född 26 november 1981 i Freetown i Sierra Leone, är en sierraleonsk fotbollsspelare som spelar för Afrikansk FC, där han också är assisterande tränare.

## Biografi
Kabba Samura kom som 17-åring till Sverige och IFK Ölme, efter att Roger Palmgren och Jan Törnqvist sett honom spela fotboll i hemlandet. Han spelade i IFK Ölme mellan åren 1997 och 1999 och lämnade efter det till förmån för IFK Göteborg. År 2000 kom han med i A-truppen i Göteborg och gjorde ett mål i sin A-lagsdebut på hemmaplan mot AIK (2-2 slutade matchen). Han blev senare utlånad till Assyriska FF, och till slut köpt av klubben. 2004 vann han lagets interna skytteliga i Superettan med 14 mål och tog klivet upp till Allsvenskan med klubben, där han gjorde tre mål. Han gjorde tre säsonger i Assyriska och totalt 23 seriemål för klubben. Kabba Samuras kanske mest minnesvärda mål var det mot Örgryte IS i det allsvenska kvalet på Bårsta IP 2004, som gav Assyriska FF segern med 2-1.
Efter säsongen gick anfallaren och klubben skilda vägar och han hamnade i den grekiska ligan. Sommaren 2006 provtränade Samura för Örebro SK.
Inför säsongen 2008 skrev han på ett treårskontrakt med Bodens BK.